# (20858) Cuirongfeng
(20858) Cuirongfeng (2000 VM31) – planetoida z grupy pasa głównego asteroid okrążająca Słońce w ciągu 4,25 lat w średniej odległości 2,62 j.a. Odkryta 1 listopada 2000 roku.